# Запис дуд у порти (Течић)
Запис дуд у порти (Течић) се налази на парцели чији је власник Месна заједница Течић.

## Локација
| Општина             | Рековац                                                          |
| Катастарска општина | Течић                                                            |
| Потес               | Село                                                             |
| Координате          | 43° 50′ 07″ С; 21° 07′ 21″ И / 43.8354° С; 21.122499999999999° И |
| Надморска висина    | 207m                                                             |

## Карактеристике
Дендрометријске вредности утврђене на терену и сателитским снимцима:
| Стабло                     | Дуд |
| Висина стабла              | m   |
| Обим дебла                 | m   |
| Пречник крошње             | 13m |
| Пречник дебла              | m   |
| Висина дебла до прве гране | m   |

## База записа
Запис је у оквиру Викимедија пројекта "Запис - Свето дрво" заведен под редним бројем 1244.